# 中島正時
中島 正時（なかしま まさとき、? - 慶長16年12月20日（1612年1月22日））は安土桃山時代の武士、通称・四郎左衛門、父は中島正義。

## 経歴
中島一族は山名満幸の子孫を名乗る。中島家に伝わる伝記によれば、山名満幸の子・三重郎幸康（嘉吉元年（1441年）3月没）なる人物を初めとしている。幸康から数代後の当主・与七郎正義の代に巨濃郡陸上（現・岩美町）に移ったという。この伝承には傍証史料がかけているため、今のところその信憑性はあまり高くない。実際には地侍級の小在地領主から成長したものと思われる。父の与七郎正義の代には陸上の中島城に居城し、永禄年間に武田高信と守護・山名氏の間で起こった内乱に乗じて勢力を拡大したという。続いて正時が家督を継いだ際に山名から中島姓へと改め、道竹城主・山名豊弘の幕下となった。天正8年（1580年）11月には豊弘から入国以来の忠勤を賞され、巨濃郡陸上・宇治・大野の三ヵ所が与えられたが、翌年の羽柴秀吉による鳥取城攻略後、所領を失い流浪の身となり、慶長16年（1611年）12月に没した。正時の子孫は陸上に帰農し、一族は地方の名家・郷士として存続した。